# Lijst van gouverneurs van Singapore
De gouverneur van Singapore was de politieke leider van Singapore in de periode voor de onafhankelijkheid in 1959.

## Residenten van Singapore (1819-1826)
De residenten van Singapore bestuurden de Britse kolonie Singapore in naam van de Britse Oost-Indische Compagnie van 1818 tot 1826.
| Portret | Naam                                 | Begin ambt      | Einde ambt       | Geboorteplaats           | Monarch    |
| ------- | ------------------------------------ | --------------- | ---------------- | ------------------------ | ---------- |
|         | Maj-gen. William Farquhar(1774–1839) | 6 februari 1819 | 1 mei 1823       | Aberdeenshire, Schotland | George III |
|         | Dr. John Crawfurd(1783–1868)         | 27 mei 1823     | 15 augustus 1826 | Argyll, Schotland        | George IV  |

## Gouverneurs van de Straits Settlements (1826-1942)
De gouverneurs van de Straits Settlements regeerden over de Straits Settlements van 1826 tot 1946 opeenvolgend in naam van de Britse Oost-Indische Compagnie (1826-1858), het Brits-Indië-office (1858-1867) en het Colonial Office (1867-1946).
| Portret                        | Naam                                                                                | Begin ambt       | Eindeambt        | Geboorteplaats           | Monarch     |
| ------------------------------ | ----------------------------------------------------------------------------------- | ---------------- | ---------------- | ------------------------ | ----------- |
| Britse Oost-Indische Compagnie |                                                                                     |                  |                  |                          |             |
|                                | Robert Fullerton (1773–1831)                                                        | 27 november 1826 | 12 november 1830 | Edinburg, Schotland      | George IV   |
|                                | Robert Ibbetson (1789–1880)                                                         | 12 november 1830 | 7 december 1833  | Engeland                 | Willem IV   |
|                                | Kenneth Murchison (1794–1854)                                                       | 7 december 1833  | 17 november 1836 | Schotland                | Willem IV   |
|                                | Sir Samuel George Bonham (1803–1863)                                                | 18 november 1836 | januari 1843     | Kent, Engeland           | Victoria    |
|                                | Maj-gen. William John Butterworth (1801–1856)                                       | augustus 1843    | 21 maart 1855    | Onbekend                 | Victoria    |
|                                | Edmund Augustus Blundell (1804–1868)                                                | 21 maart 1855    | 6 augustus 1859  | Somerset, Engeland       | Victoria    |
| Brits-Indië                    |                                                                                     |                  |                  |                          | Victoria    |
|                                | Maj-gen. William Orfeur Cavenagh (1820–1891)                                        | 6 augustus 1859  | 16 maart 1867    | Kent, Engeland           | Victoria    |
| Colonial Office                |                                                                                     |                  |                  |                          | Victoria    |
|                                | Maj-gen. Harry St. George Ord (1819–1885)                                           | 16 maart 1867    | 4 maart 1871     | Kent, Engeland           | Victoria    |
|                                | Maj-gen. Edward Archibald Harbord Anson (1826–1925) 1e keer waarnemend gouverneur   | 4 maart 1871     | 22 maart 1872    | Londen, Engeland         | Victoria    |
|                                | Maj-gen. Harry St. George Ord (1819–1885)                                           | 22 maart 1872    | 3 november 1873  | Kent, Engeland           | Victoria    |
|                                | Maj-gen. Edward Archibald Harbord Anson (1826–1925) 2e keer waarnemend gouverneur   | 3 november 1873  | 4 november 1873  | Londen, Engeland         | Victoria    |
|                                | Sir Andrew Clarke (1824–1902)                                                       | 4 november 1873  | 8 mei 1875       | Hampshire, Engeland      | Victoria    |
|                                | Sir William Jervois (1821–1897)                                                     | 8 mei 1875       | 3 april 1877     | Wight,Engeland           | Victoria    |
|                                | Maj-gen. Edward Archibald Harbord Anson (1826–1925) 3e keer waarnemend gouverneur   | 3 april1877      | augustus 1877    | Londen, Engeland         | Victoria    |
|                                | Sir William Cleaver Francis Robinson (1834–1897)                                    | augustus 1877    | 10 februari 1879 | Westmeath, Ierland       | Victoria    |
|                                | Maj-gen. Edward Archibald Harbord Anson (1826–1925) 4 de keer waarnemend gouverneur | 10 februari 1879 | 16 mei 1880      | Londen, Engeland         | Victoria    |
|                                | Sir Frederick Weld (1823–1891)                                                      | 16 mei 1880      | 17 oktober 1887  | Dorset, Engeland         | Victoria    |
|                                | Sir Cecil Clementi Smith (1840–1916)                                                | 17 oktober 1887  | 30 augustus 1893 | Londen, Engeland         | Victoria    |
|                                | William Edward Maxwell (1846–1897) waarnemend gouverneur                            | 30 augustus 1893 | 1 februari 1894  | Onbekend                 | Victoria    |
|                                | Sir Charles Mitchell (1836–1899) Overleden tijdens ambt                             | 1 februari 1894  | 7 december 1899  | Londen, Engeland         | Victoria    |
|                                | James Alexander Swettenham (1846–1933) waarnemend gouverneur                        | 7 december 1899  | 5 november 1901  | Derbyshire, Engeland     | Edward VII  |
|                                | Sir Frank Swettenham (1850–1946)                                                    | 5 november 1901  | 6 april 1904     | Derbyshire, Engeland     | Edward VII  |
|                                | Sir John Anderson (1858–1918)                                                       | 16 april 1904    | 2 september 1911 | Aberdeenshire, Schotland | George V    |
|                                | Sir Arthur Henderson Young (1854–1938)                                              | 2 september 1911 | 17 februari 1920 | Onbekend                 | George V    |
|                                | Sir Laurence Guillemard (1862–1951)                                                 | 17 februari 1920 | 3 juni 1927      | Onbekend                 | George V    |
|                                | Sir Hugh Clifford (1866–1941)                                                       | 3 juni 1927      | 21 oktober 1929  | Londen, Engeland         | George V    |
|                                | Sir John Scott (1878 – 1946) waarnemend gouverneur                                  | 21 oktober 1929  | 5 februari 1930  | Onbekend                 | George V    |
|                                | Sir Cecil Clementi (1875–1947)                                                      | 5 februari 1930  | 17 februari 1934 | Cawnpore, Brits-Indië    | George V    |
|                                | Sir Andrew Caldecott (1884–1951) waarnemend gouverneur                              | 17 februari 1934 | 9 november 1934  | Kent, Engeland           | George V    |
|                                | Sir Shenton Thomas (1879–1962)                                                      | 9 november 1934  | 15 februari 1942 | Londen, Engeland         | Edward VIII |
| George VI                      | Sir Shenton Thomas (1879–1962)                                                      | 9 november 1934  | 15 februari 1942 | Londen, Engeland         |             |

## Japanse bezetting (1942-1945)
Tijdens de Japanse bezetting in Singapore tijdens de Tweede Wereldoorlog werden er 2 burgemeesters en 5 militaire administratoren aangesteld in Syonan-to, de benaming voor het Japanse bezette gebied.
| Portret                     | Naam                           | Begin ambt       | Eindeambt         | Geboorteplaats  | Monarch         |
| --------------------------- | ------------------------------ | ---------------- | ----------------- | --------------- | --------------- |
| Japanse bezetting           |                                |                  |                   |                 |                 |
| Burgemeesters van Syonan-to |                                |                  |                   |                 |                 |
|                             | Odate Shigeo (1892–1955)       | 7 maart 1942     | 8 juli 1943       | Hamada, Shimane | Keizer Hirohito |
|                             | Naito Kanichi (1897–19??)      | 19 juli 1943     | 12 september 1945 | Ehime           | Keizer Hirohito |
| Militaire Administratoren   |                                |                  |                   |                 | Keizer Hirohito |
|                             | Yamashita Tomoyuki (1888–1946) | 15 februari 1942 | 1 juli 1942       | Ōtoyo, Kōchi    | Keizer Hirohito |
|                             | Yaheita Saito (1885-1953)      | 1 juli 1942      | 8 april 1943      | Kagawa          | Keizer Hirohito |
|                             | Terauchi Hisaichi (1879–1946)  | 8 april 1943     | 22 maart 1944     | Tokyo           | Keizer Hirohito |
|                             | Doihara Kenji (1883–1948)      | 22 maart 1944    | 7 april 1945      | Okayama         | Keizer Hirohito |
|                             | Itagaki Seishiro (1885–1948)   | 7 april 1945     | 12 september 1945 | Morioka, Iwate  | Keizer Hirohito |

## Gouverneurs van de Straits Settlements (1945-1946)
Na de Japanse bezetting werd Singapore onder militair mandaat geplaatst tussen 12 september 1945 en 31 maart 1946, nadien kwam er terug een gouverneur die de kolonie bestuurde voor het Colonial Office.
| Straits Settlements    | Straits Settlements                                 | Straits Settlements    | Straits Settlements    | Straits Settlements    | Straits Settlements |
| Portret                | Naam                                                | Begin ambt             | Eindeambt              | Geboorteplaats         | Monarch             |
| ---------------------- | --------------------------------------------------- | ---------------------- | ---------------------- | ---------------------- | ------------------- |
| Brits Militair Mandaat | Brits Militair Mandaat                              | Brits Militair Mandaat | Brits Militair Mandaat | Brits Militair Mandaat | George VI           |
|                        | Lord Louis Mountbatten (1900–1979) Brits opperbevel | 12 september 1945      | 31 maart 1946          | Berkshire, England     | George VI           |
| Colonial Office        |                                                     |                        |                        |                        | George VI           |
|                        | Sir Shenton Thomas (1879–1962)                      | 12 september 1945      | 31 maart 1946          | Londen, Engeland       | George VI           |

## Gouverneurs van Singapore (1946-1959)
In 1946 werd Singapore een Kroon kolonie; de gouverneur bestuurde er in naam van het Colonial Office tot 1959 toen Singapore zelfbestuur verkreeg.
| Kroonkolonie Singapore | Kroonkolonie Singapore                                                 | Kroonkolonie Singapore | Kroonkolonie Singapore | Kroonkolonie Singapore   | Kroonkolonie Singapore |
| Portret                | Naam                                                                   | Begin ambt             | Eindeambt              | Geboorteplaats           | Monarch                |
| ---------------------- | ---------------------------------------------------------------------- | ---------------------- | ---------------------- | ------------------------ | ---------------------- |
|                        | Sir Franklin Charles Gimson (1890–1975)                                | 4 april 1946           | 20 maart 1952          | Leicestershire, Engeland | George VI              |
|                        | Wilfred Lawson Blythe (1896 – 1975) waarnemend gouverneur              | 20 maart 1952          | 21 april 1952          | Onbekend                 | Elizabeth II           |
|                        | Sir John Fearns Nicoll (1899–1981)                                     | 21 april 1952          | 2 juni 1955            | Londen, Engeland         | Elizabeth II           |
|                        | Sir William Allmond Codrington Goode (1907–1986) waarnemend gouverneur | 2 juni 1955            | 30 juni 1955           | Middlesex, England       | Elizabeth II           |
|                        | Sir Robert Brown Black (1906–1999)                                     | 30 juni 1955           | 9 december 1957        | Edinburgh, Schotland     | Elizabeth II           |
|                        | Sir William Allmond Codrington Goode (1907–1986)                       | 9 december 1957        | 2 juni 1959            | Middlesex, Engeland      | Elizabeth II           |

## Na 1959
In 1959 kreeg de kroonkolonie Singapore zelfbestuur binnen het Britse Rijk. In 1963 trad Singapore toe tot de Federatie van Malakka (Federation of Malaya). In 1965 werd Singapore volledig onafhankelijk als de Republiek Singapore (Republic of Singapore).
- Eerste minister van Singapore
- President van Singapore